# Cinnamon (DC Comics)
Cinnamon è il nome di due personaggi western dei fumetti DC Comics, uno ambientato nel selvaggio west, l'altro che vive al giorno d'oggi. Il personaggio comparve per la prima volta in Weird Western Tales n. 48 (settembre-ottobre 1978). La sceneggiatura fu scritta da Roger McKenzie, con illustrazioni di Dick Ayers e Danny Bulanadi.

## Biografia del personaggio
Il vero nome di Cinnamon è Katherine "Kate" Masner, figlia di uno sceriffo di una piccola città del west. Dopo che suo padre fu ucciso da una banda di rapinatori di banche, fu inviata in un orfanotrofio, dove si allenò segretamente nelle battaglie con le pistole. Dopo aver lasciato l'orfanotrofio, divenne una cacciatrice di taglie al fine di cercare gli assassini di suo padre. Oltre ad essere un'eccellente cecchina, Cinnamon utilizza il distintivo di suo padre come shuriken.
Nella terza serie di Hawkman, si scoprì che Cinnamon è la reincarnazione della principessa egiziana Chay-Ara. Come tale, divenne l'amante della reincarnazione del Principe Khufu, l'eroe Nighthawk. Quando Cinnamon fu assalita dal ladro "Gentleman Jim" Craddock, Nighthawk si scaraventò su di lui, di conseguenza legando il suo destino al loro. Cinnamon, insieme a Nighthawk, fu assassinata da Matilda Dunney Roderic, presumibilmente l'ultima incarnazione del loro eterno nemico, Hath-Set.
Un pannello in Wonder Woman n. 175 (che presentò più eroine DC possibili) pubblicizzò un musical dal titolo Cinnamon Get Your Gun, parodia di Annie Get Your Gun.
- La Cinnamon della Silver Age comparve in Weird Western Tales n. 48 e n. 49, ed in Justice League of America n. 198 e n. 199.

## Versione moderna
Una versione moderna del personaggio fu inserita nella miniserie Cinnamon: El Ciclo (2003), chiamata così dai suoi genitori, in memoria del pistolero femmina Cinnamon. Come l'originale, suo padre era uno sceriffo che fu ucciso da alcuni rapinatori di banche, portandola a cercare vendetta sui suoi assassini come cacciatrice di taglie.
La si vide nello speciale di Crisi infinita Villains United, venendo contattata da J'onn J'onzz, Martian Manhunter. Fu una dei tanti eroi chiamati a combattere i criminali evasi. Una pagina dopo, la si vede sdraiata per terra, incosciente, con un taglio sulla fronte.
Cinnamon non comparve più, fino a Checkmate n. 24, dove si rivelò essere una delle "reclute" dell'organizzazione.